# Macromia chaiyaphumensis
Macromia chaiyaphumensis – gatunek ważki z rodziny Macromiidae.